# Virithipa Pakdeeprasong
Virithipa Pakdeeprasong (tiếng Thái: วิริฒิพา ภักดีประสงค์, phiên âm: Vi-lít-thi-ba Bác-đi-bơ-la-xong, sinh ngày 1 tháng 4 năm 1981) còn có nghệ danh là Woonsen (tiếng Thái: วุ้นเส้น, phiên âm: Vun-xen) là một nữ diễn viên và người mẫu người Thái Lan. Cô là quán quân năm thứ hai của cuộc thi Channel Thailand VJ Search. Cô cũng lọt Top 25 nhân vật nữ Sexy nhất trên tạp chí FHM.

## Đời tư
Cô kết hôn với diễn viên Shahkrit Yamnam ngày 24 tháng 4 năm 2012 tại khách sạn Plaza Athenee. Cả hai ly hôn vào ngày 17 tháng 10 năm 2016.

## Dẫn chương trình
- GamerZone host
- Channel V Thailand via True Vision Channel 84
- Host for HiLight HiTech on Channel 5
- GamerZone hostFemale host to beautiful woman on Channel 3
- The host of 108 Living Program, Channel 5
- Moderator Ching Roi Ching Million Sunshine Day on Channel 3 (ngày 21 tháng 4 năm 2013)
- Host Association dear wife, the channel 3, the news broadcast. 5.
- Moderator Brutal Manha Thailand on Channel 7 in the Princess Senko jelly dress. At Takeshi castle
- Host of Six in the City on Channel 8
- Host, Lady Ass, on Channel 3 SD
- Good Morning Angels' host on Workpoint

## Các bộ phim đã từng tham gia

### Phim truyền hình
| Năm  | Phim                                                                | Vai                 | Đài   | Đóng với                           |
| ---- | ------------------------------------------------------------------- | ------------------- | ----- | ---------------------------------- |
| 2003 | Phayak Rai 6 Phaen Din                                              | Yori                | CH3   |                                    |
| 2005 | Klin Kaew Tumnuk Kao                                                | M.R. Than Ying Sook | CH3   |                                    |
| 2010 | Prajan Lai Payak Quyến rũ của phái nữ                               | Masako (khách mời)  | CH7   |                                    |
| 2011 | Three Charming Girls                                                | Phimonda            | CH9   |                                    |
| 2011 | Sarm Noon Nuer Tong Ba chàng trai vàng                              | Kornkanok           | CH3   |                                    |
| 2012 | Mam Gaem Daeng Cô nàng má hồng                                      | Metawee / "May"     | CH3   | Daweerit Chullasapya               |
| 2014 | Raak Boon 2                                                         | Pimon               | CH3   | Warit Tipgomut                     |
| 2015 | Wannueng Jaa Pben Superstar Siêu sao siêu xịt                       | May                 | GMM25 | Sattaphong Phiangphor              |
| 2015 | Peun Ruk Peun Rissaya Tình bạn hay sự đố kị                         | Chính mình          | CH3   | (khách mời)                        |
| 2016 | Diary of Tootsies Nhật ký yểu điệu thục nam                         | พนักงานร้านเค้กสุนัข     | GMM25 |                                    |
| 2016 | Nang Tard Duyên tình của em                                         | Khun Ying Yam       | CH3   | Nattawut Skidjai                   |
| 2017 | Cheewit Puer Kah Huajai Puer Tur Cuộc sống sát thủ, tim này trao em | Marisa              | OneHD |                                    |
| 2017 | Club Friday The Series 8: True Love…or Hope Tình yêu hay hy vọng    | Cee                 | GMM25 | Paula Taylor & Peter Corp Dyrendal |
| 2017 | Waen Dok Mai Nhẫn hoa                                               | Preem (khách mời)   | GMM25 |                                    |
| 2017 | Secret Seven Gái cô đơn và bảy trai đẹp                             | Ae (khách mời)      | OneHD |                                    |
| 2018 | Khun Por Jorm Sa Người cha thất lạc                                 | Pimdara             | GMM25 | Chanon Ukkharachata                |
|      | Patiharn Ruk                                                        |                     | PPTV  |                                    |
|      | Inter In My Heart                                                   |                     | WETV  |                                    |

### Phim điện ảnh
| Năm  | Phim                 | Vai     | Đóng với                                    |
| ---- | -------------------- | ------- | ------------------------------------------- |
| 2004 | The Commitment       | Pin     | Prangthong Changdham, Phintusuda Tunphairao |
| 2011 | Some Care, Some Care | Lookpid | Rattapong Tanapat, Howard Wang              |

### MV
- Band Wagon's Less Love Song with Duangrit Fuengarom (Knot)
- A song telling the love in Jothana's state
- The song sits until the morning of vermicelli.
- The song sank once more on Howard's album, Imusic.
- The song does not like the single person of Preen.
- The Lost Song of Thaitanium
- Black Vanilla's Silencing
- Just her song, accidentally in love with Nantida Kaewbua Sai